# Рудницький Олег Михайлович
Рудницький Олег Михайлович (17 липня 1979, Новий Розділ — 26 квітня 2015) — український піаніст, доцент, кандидат мистецтвознавства. Концертну діяльність розпочав в 12-ти річному віці. Репертуарний список піаніста налічував 430 творів композиторів різних епох та музичних напрямків, зіграв 370 концертів.

## Життєпис
З 1986 по 1992 навчався у Новороздільській дитячій школі мистецтв, в класі викладача  М.С. Даниляк.
У 1992—1994 р.р. навчався у Львівській середній музичній школі-інтернаті ім. С.Крушельницької (тепер — Львівський державний музичний ліцей), яку закінчив екстерном.
1994 року (в 15-річному віці) Рудницького запрошують і зараховують на І-ий курс фортеп'янного факультету Львівського вищого музичного інституту ім. М.Лисенка (тепер — Львівська національна музична академія) в клас професора М.Ю. Крих-Угляр.
Піаніст вдосконалював свою майстерність під керівництвом таких відомих піаністів: Е.Піхт-Аксенфальд (Франкфурт, Німеччина), В.В.Горностаєва, К.В.Кнорре, Л.М.Наумов, Ю.В.Лисеченко (Москва, Росія).
У 2000—2003 рр. навчався в аспірантурі-стажування ЛНМА, в класі професора Й.Ф. Ерміня. Згодом захистив кандидатську дисертацію, отримав науковий ступінь кандидата мистецтвознавства (тепер — доктор філософії).
У 2007—2015 рр. — старший викладач, доцент катедри спеціального фортепіано ЛНМА ім. М. Лисенка.
З 2008 року Рудницький багато гастролює, співпрацює з Даніелем Баренбоймом (піаніст, диригент, Аргентина), Радіоном Щедріним (композитор, Росія-Німеччина), Дорма Пануло (диригент, Фінляндія), Вільфрадом Хіллером (композитор, Німеччина), Маргаритою Федоровою (піаністка, Росія).
Він гастролював у Франції, Німеччині, Італії, Англії, Іспанії, Австрії, Фінляндії, Словаччині, Чехії, Польщі, Угорщині, Білорусії, Румунії, Болгарії, Японії, Аргентині і Росії.
Представляв Україну на міжнародних фестивалях у Берліні, Мюнхені, Відні, Вільнюсі, Софії, Братиславі, Торонто, Сендаї, Бамберзі, Мінську, Алма-Аті, і Москві.
Був членом журі на міжнародні конкурсів піаністів: Барселона, квітень 2009, Уеска, березень 2012 (Іспанія), Мюнхен, березень 2014 (Німеччина). Також був членом журі на обласних конкурсах юних піаністів.
Як соліст-піаніст грав із багатьма українськими та світовими диригентами. З-поміж них: Я.Скібінський, Р.Дорожівський, Р.Філіпчук, А. Торибаєв, А.Певцов, В.Бєлавський, А. Власенко, М.Кріль, В.Сіренко, О.Дяченко, І.Юзюк, В. Протасов, Є.Тутевич, Й.Созанський, В.Свалявчик-Цанько, Л.Стричук, Т.Мартиник, Г.Курков, С.Бурко, Я.Колесса (Україна), Д.Баренбойм (Аргентина), Н.Вентрела, І.Конті (Італія), А.Мірабель (Франція), М.Ельснер, Г.Майс (Німеччина), Д.Пануло (Фінляндія), Т.Тереоко (Японія), М.Муноз Варо (Іспанія), Хоберт Ерл (США, Україна), Д.Кім (Австрія), С.Хері (Швеція), Г.Яскульський (Польща), П.Хамер, Г.Патош (Угорщина), М.Хвантом (Корея).
25 березня 2015 року Олег Рудницький відіграв свій останній сольний концерт в Херсонській обласній філармонії. Через місяць, 26 квітня, його не стало.

#### Записи з концертів
- Л. ван Бетовен Концерт для фортеп'яно з оркестром №4
- Ф. Шопен Концерт для фортеп'яно з оркестром №1
- Е. Гріг Концерт для фортеп'яно з оркестром
- П. Чайковський Концерт для фортеп'яно з оркестром №1
- Б. Барток Концерт для фортеп'яно з оркестром №3
- С. Рахманінов Концерт для фортеп'яно з оркестром №3
- С. Прокоф'єв Концерт для фортеп'яно з оркестром №3
- А. Хачатурян Концерт для фортеп'яно з оркестром
- С. Прокоф'єв Соната №7
- Л. ван Бетовен Соната для фортеп'яно №8 тв.13
- С. Губайдуліна Чакона

#### Інші
- 6 років без Олега Рудницького: сяй піаністичний діаманте!..
- In Memoriam: Вечір фортепіанних концертів пам'яті Олега Рудницького